# Zaid Romero
Zaid Abner Romero (Mendoza, 15 dicembre 1999) è un calciatore argentino, difensore del Club Bruges.

## Caratteristiche tecniche
È un difensore centrale.

## Carriera
Romero è cresciuto nel settore giovanile del Godoy Cruz, con cui ha debuttato l'8 dicembre 2019 nell'incontro di Primera División perso 2-0 contro il Defensa y Justicia. A fine febbraio del 2021 è stato prestato al Villa Dálmine in Primera B Nacional dove ha disputato 25 incontri. Nel 2022 è stato nuovamente ceduto in prestito, questa volta in Ecuador all'LDU Quito. Con il nuovo club, oltre che nel campionato locale, ha debuttato in Coppa Sudamericana, competizione nella quale ha segnato il suo primo gol da professionista il 10 marzo contro il Mushuc Runa.
Il 29 dicembre 2022 ha fatto ritorno in Argentina firmando fino al 2026 con l'Estudiantes (LP).
Dal primo luglio 2024 è un nuovo giocatore del Club Bruges.

## Statistiche

### Presenze e reti nei club
Statistiche aggiornate all'8 aprile 2025.
| Stagione           | Squadra            | Campionato         | Campionato | Campionato | Coppe nazionali | Coppe nazionali | Coppe nazionali | Coppe continentali | Coppe continentali | Coppe continentali | Altre coppe | Altre coppe | Altre coppe | Totale | Totale | Totale |
| Stagione           | Squadra            | Comp               | Pres       | Reti       | Comp            | Pres            | Reti            | Comp               | Pres               | Reti               | Comp        | Pres        | Reti        | Pres   | Reti   |        |
| ------------------ | ------------------ | ------------------ | ---------- | ---------- | --------------- | --------------- | --------------- | ------------------ | ------------------ | ------------------ | ----------- | ----------- | ----------- | ------ | ------ | ------ |
| 2020               | Godoy Cruz         | PD                 | 1          | 0          | CA+CM           | 0+1             | 0               |                    | -                  | -                  |             | -           | -           | 2      | 0      |        |
| 2021               | Villa Dálmine      | PBN                | 25         | 0          | CA              | 0               | 0               |                    | -                  | -                  |             | -           | -           | 25     | 0      |        |
| 2022               | LDU Quito          | A                  | 27         | 0          | CE              | 2               | 0               | CS                 | 7                  | 1                  |             | -           | -           | 36     | 1      |        |
| 2023               | Estudiantes (LP)   | PD                 | 22         | 1          | CA+CdL          | 3+6             | 0+1             | CS                 | 6                  | 0                  | SA          | 1           | 0           | 38     | 2      |        |
| gen.-giu. 2024     | Estudiantes (LP)   | PD                 | 3          | 1          | CA+CdL          | 1+15            | 0+1             | CL                 | 6                  | 0                  |             | -           | -           | 25     | 2      |        |
| Totale Estudiantes | Totale Estudiantes | Totale Estudiantes | 25         | 2          |                 | 25              | 2               |                    | 12                 | 0                  |             | 1           | 0           | 63     | 4      |        |
| 2024-2025          | Club Bruges        | D1                 | 12         | 0          | CB              | 2               | 1               | UCL                | 1                  | 0                  | SB          | 1           | 0           | 16     | 1      |        |
| Totale carriera    | Totale carriera    | Totale carriera    | 90         | 2          |                 | 30              | 3               |                    | 20                 | 1                  |             | 2           | 0           | 142    | 6      |        |

## Palmarès

### Club

#### Competizioni nazionali
- Copa Argentina: 1

Estudiantes (LP): 2023
- Coppa del Belgio: 1

Club Bruges: 2024-2025
- Supercoppa del Belgio: 1

Club Bruges: 2025